# Vittorio D'Alessi
Vittorio D'Alessi (Paese, 8 dicembre 1884 – Portogruaro, 9 maggio 1949) è stato un vescovo cattolico italiano.

## Biografia
Vittorio D'Alessi nacque a Castagnole di Paese l'8 settembre 1884 da Luigi e Caterina Serena.

### Formazione e ministero sacerdotale
Studiò al seminario vescovile di Treviso sotto la guida e l'esempio di monsignor Andrea Giacinto Longhin.
Terminati gli studi per il sacerdozio, il 12 marzo 1910 fu ordinato presbitero per la diocesi di Treviso. Poco dopo cominciò a insegnare presso il seminario vescovile di Treviso di cui fu direttore spirituale dal 1911 al 1932 e rettore dal 1932 al 1944. Nel 1929 venne nominato canonico onorario e nel 1931 canonico effettivo del capitolo della cattedrale di Treviso. Viene ricordato ancora, dagli ultimi testimoni del suo rettorato, per la sapiente umanità e l’intelligente capacità di interpretazione dei tempi nuovi che bussavano alle porte del mondo e della Chiesa.

### Ministero episcopale
Il 5 aprile 1944 papa Pio XII lo nominò vescovo titolare di Lirbe e amministratore apostolico di Concordia per aiutare monsignor Luigi Paulini, colpito da un ictus nei mesi precedenti. Ricevette l'ordinazione episcopale il 18 maggio successivo dal vescovo di Treviso Antonio Mantiero, co-consacranti il vescovo ausiliare di Venezia Giovanni Jeremich e il vescovo di Padova Carlo Agostini. La situazione della Chiesa concordiese era difficile e particolare. Il suo territorio risultava, infatti, diviso in due: il Pordenonese, come tutto il Friuli, era incorporato nell'Adriatische Künstenland, sotto comando tedesco, mentre il portogruarese era controllato dalla Repubblica sociale italiana. Monsignor D'Alessi giunse a Portogruaro il 28 giugno 1944 e si pose subito l'obiettivo di proteggere la popolazione civile. A tal scopo incontrò clandestinamente i capi partigiani e ufficialmente i comandi tedeschi per evitare inutili spargimenti di sangue. Sostenne l'opera del suo segretario, don Angelo del Torre, impegnato nell'aiutare gli ebrei in fuga dalle deportazioni e organizzò l'Opera della carità del vescovo per sostenere gli sfollati, soprattutto delle zone montuose. Si adoperò anche nella difesa dei suoi sacerdoti dalle accuse di "collaborazionismo" con i partigiani. In novembre assunse una ferma presa di posizione e si oppose al bombardamento per rappresaglia di Pordenone: i comandi tedeschi valutarono a questo punto una sua eventuale deportazione in campo di concentramento. Alla fine del conflitto, monsignor D'Alessi si adoperò per aiutare i poveri e gli sfollati.
Il 10 ottobre 1945, qualche mese dopo la morte di monsignor Paulini, avvenuta il 22 febbraio precedente, fu chiamato a succedergli. Intraprese subito una visita pastorale della diocesi per rendersi conto dei bisogni del suo popolo. Si adoperò perché fossero garantite a tutti, compresi i profughi dell'Istria e della Dalmazia che cominciavano ad arrivare in diocesi, assistenza materiale e morale. Nel 1947 approvò la fondazione dell'Opera della Sacra Famiglia di don Pietro Martin. Istituì, inoltre, a Pordenone la Casa delle opere diocesane: acquistò Villa Ottoboni, dove pose la sede dell'Azione cattolica, del settimanale diocesano Il Popolo e di varie altre associazioni. Favorì anche le missioni operaie nelle fabbriche, con lo scopo di evitare la diffusione delle idee comuniste.
Morì a Portogruaro la mattina del 9 maggio 1949 all'età di 64 anni per un improvviso infarto. Le esequie si tennero il 13 maggio nel duomo di Portogruaro e furono presiedute da monsignor Antonio Mantiero. È sepolto nella tomba dei vescovi nello stesso edificio.
Gli sono intitolati una via nel suo paese natale e l'istituto professionale di Portogruaro.

## Genealogia episcopale
La genealogia episcopale è:
- Cardinale Scipione Rebiba
- Cardinale Giulio Antonio Santori
- Cardinale Girolamo Bernerio, O.P.
- Arcivescovo Galeazzo Sanvitale
- Cardinale Ludovico Ludovisi
- Cardinale Luigi Caetani
- Cardinale Ulderico Carpegna
- Cardinale Paluzzo Paluzzi Altieri degli Albertoni
- Papa Benedetto XIII
- Papa Benedetto XIV
- Papa Clemente XIII
- Cardinale Marcantonio Colonna
- Cardinale Giacinto Sigismondo Gerdil, B.
- Cardinale Giulio Maria della Somaglia
- Cardinale Carlo Odescalchi, S.I.
- Cardinale Costantino Patrizi Naro
- Cardinale Lucido Maria Parocchi
- Cardinale Agostino Gaetano Riboldi
- Vescovo Francesco Ciceri
- Vescovo Ferdinando Rodolfi
- Vescovo Antonio Mantiero
- Vescovo Vittorio D'Alessi